# Akt der Unabhängigkeitserklärung Litauens

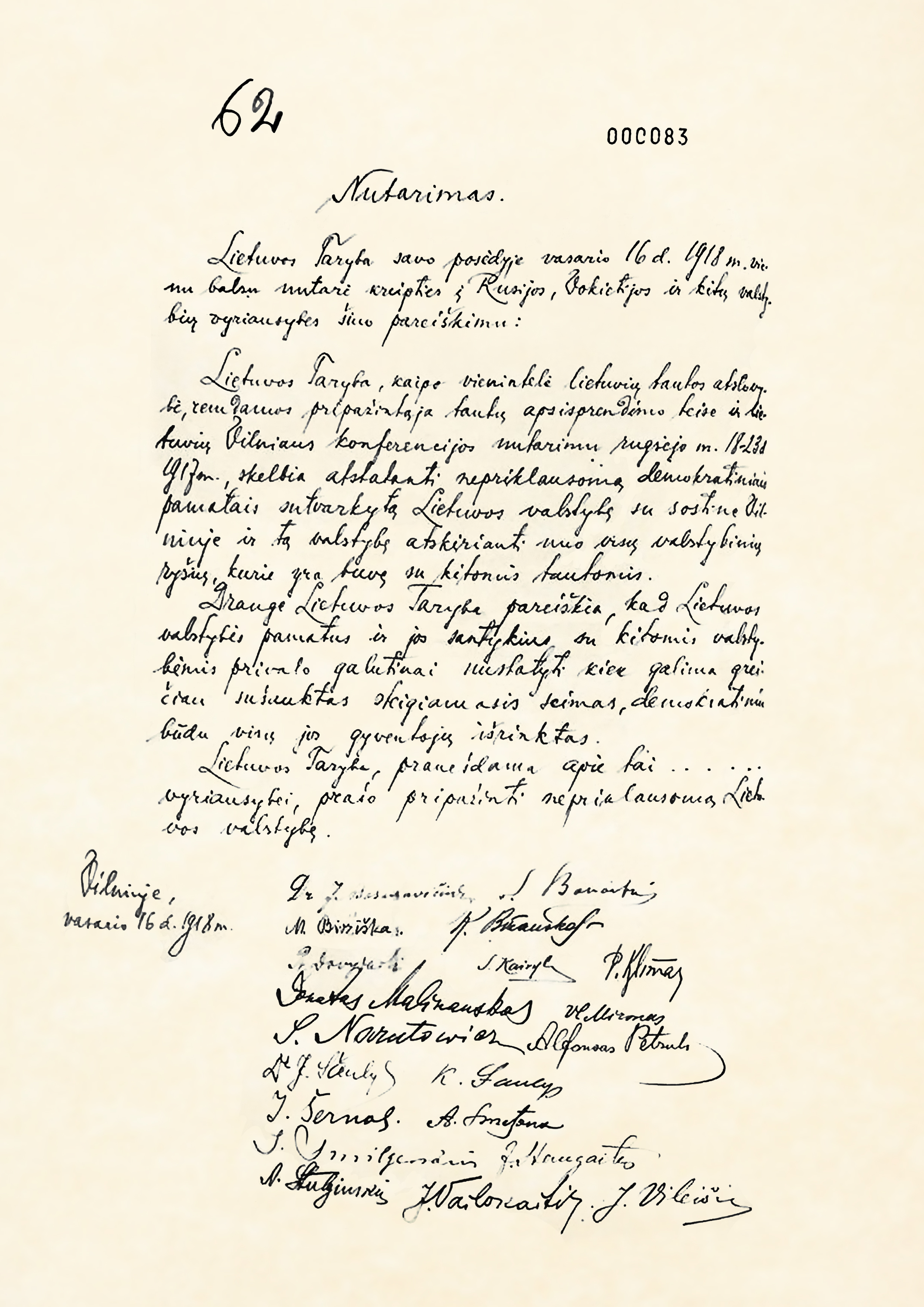
Original

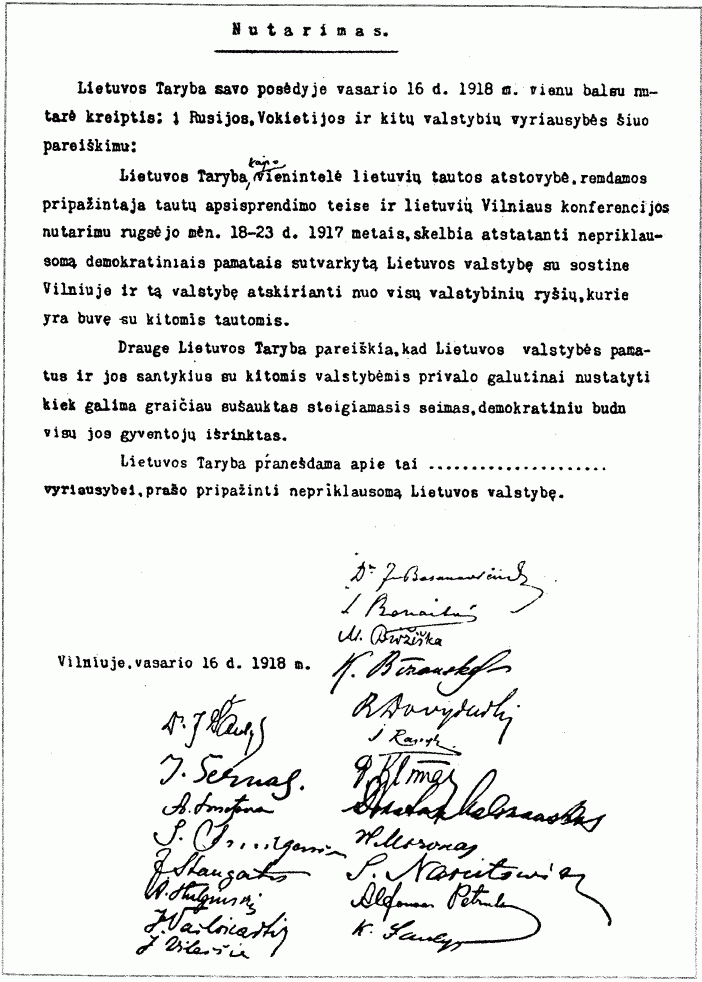
Akt-Abschrift

Akt der Unabhängigkeitserklärung Litauens (litauisch: Lietuvos Valstybės atkūrimo aktas), auch Gesetz vom 16. Februar, ist das Dokument, mit dem die Lietuvos Taryba, der litauische Staatsrat, im Jahr 1918 die Unabhängigkeit Litauens sowohl vom Deutschen Reich als auch vom (provisorisch regierten) Russland erklärte. 

## Hintergründe
Litauen war 1795 im Zuge der der Dritten Teilung Polens unter russische Herrschaft geraten. Infolge des 1863 niedergeschlagenen Januaraufstands kam es dort zu einer verstärkten Russifizierungspolitik. Im Ersten Weltkrieg besetzte das Deutsche Reich 1915 die litauischen Gebiete und wollte später einen selbständigen litauischen Staat nur anerkennen, wenn dieser in ökonomischer und militärischer Union mit dem Reich stünde. Vor diesem Hintergrund erklärte die Taryba, der Litauische Staatsrat, am 11. Dezember 1917 die Wiederherstellung des „unabhängigen“ Staates Litauen mit der Hauptstadt Vilnius und mit Bindung an das Deutsche Reich. Am 4. Juni 1918 wurde Wilhelm Karl von Urach aus einer katholischen Nebenlinie des württembergischen Königshauses die litauische Königskrone angetragen. Er sollte den Königsnamen Mindaugas II. erhalten. Das so proklamierte neue Königreich existierte jedoch praktisch nur als Konzept auf dem Papier. Da Deutschland seine Anerkennung hinauszögerte, verkündete die Lietuvos Taryba am 16. Februar 1918 erneut die Unabhängigkeit Litauens ohne jegliche Verbindungen zu den anderen Staaten. Dieser Tag ist bis heute nationaler Feiertag.

## Originaldokumente der Unabhängigkeitserklärung
Das bis zur sowjetischen Besatzung Litauens 1940 im Land aufbewahrte Exemplar der Erklärung ist verschollen. Das Original der an das damalige Deutsche Reich übergebenen handschriftlichen Ausfertigung der Erklärung wurde vom an der litauischen Vytautas-Magnus-Universität lehrenden Professor Liudas Mažylis Ende März 2017 im Politischen Archiv des Auswärtigen Amts in Berlin gefunden.